# Iso Katisjärvi
Iso Katisjärvi är en sjö i kommunen Heinola i landskapet Päijänne-Tavastland i Finland. Arean är 29 hektar och strandlinjen är 5,44 kilometer lång.  Den  ingår i Kymmene älvs huvudavrinningsområde.  Sjön ligger omkring 41 kilometer nordöst om Lahtis och omkring 140 kilometer norr om Helsingfors. 
I sjön finns ön Jerensaari. 